# تدبير مؤقت للحماية

التدبير المؤقت للحماية هو المصطلح الذي تستخدمه محكمة العدل الدولية (ICJ) لوصف إجراء الذي «يعادل تقريبًا» الترتيب المؤقت (الذي يمكن أن يكون إما أمر منع مؤقتًا أو أمر توجيه مؤقتًا) في النظم القانونية الوطنية. ويُسمى تنفيذ هذا التدبير إصدار التدبير المؤقت للحماية. وطلبات إصدار تدابير مؤقتة للحماية لها الأولوية على جميع الحالات الأخرى أمام محكمة العدل الدولية نظرًا لضرورتها.

## معلومات تاريخية
اعتبارًا من عام 1989، تعاملت محكمة العدل الدولية مع اثني عشر «طلبًا لإصدار تدابير مؤقتة للحماية». ومن بين الأطراف المشاركة في هذه الطلبات إيران وباكستان والولايات المتحدة ونيكاراغوا بوركينا فاسو ومالي. في 13 أغسطس 2008، خلال حرب أوسيتيا الجنوبية 2008، قدمت جورجيا طلبًا لإصدار تدابير مؤقتة للحماية. وتم اعتماد هذا الطلب بتصويت 8 إلى 7.